# Milford (Delaware)
Milford es una ciudad ubicada en los condados de Kent y Sussex en el estado estadounidense de Delaware. En el año 2000 tenía una población de 6.732 habitantes y una densidad poblacional de 467 personas por km².

## Geografía
Milford se encuentra ubicado en las coordenadas 38°54′46″N 75°25′46″O / 38.91278, -75.42944.

## Demografía
Según la Oficina del Censo en 2000 los ingresos medios por hogar en la localidad eran de $32.525, y los ingresos medios por familia eran $40.333. Los hombres tenían unos ingresos medios de $29.271 frente a los $23.164 para las mujeres. La renta per cápita para la localidad era de $16.181. Alrededor del 14,4% de la población estaban por debajo del umbral de pobreza.

## Localidades adyacentes
Diagrama de las localidades a un radio de 16 km a la redonda de Milford.